# Aramsa
Die Aramsa (kirgisisch Арамза) ist ein rechter Nebenfluss des Suusamyr im Oblus Tschüi in Kirgisistan.
Der Fluss entspringt an den Nordosthängen des Suusamyrtoo. Die Aramsa fließt durch ein enges Tal und mündet dann in den Suusamyr. Sie hat eine Länge von 32 km. Ihr Einzugsgebiet umfasst 170 km². Die durchschnittliche Höhe des Einzugsgebiets beträgt 3000 m über dem Meeresspiegel. Im Einzugsgebiet gibt es Gletscher mit einer Gesamtfläche von 2,6 km². Der mittlere jährliche Abfluss der Altyndara beträgt 1,7 m³/s.